# Luděk Frydrych
Luděk Frydrych (* 3. ledna 1987) je český fotbalista, který hraje jako brankář za český klub Sokol Živanice. Je bývalým mládežnickým reprezentantem Česka. Byl součástí týmu, který na mistrovství světa U20 2007 vybojoval stříbrné medaile, na turnaji ale nehrál.
Hrál za reprezentace do 16, 17, 18 a 19 let.
Za svou kariéru odehrál 2 zápasy v 1. lize, 117 zápasů v 2. lize a 155 zápasů v ČFL. Odchytal také 9 zápasů v poháru.